# سنا (کوچوو)
سنا (به صربی: Sena) یک منطقهٔ مسکونی در صربستان است که در کوچوو واقع شده‌است. سنا ۲۳۲ نفر جمعیت دارد.